# Джозеф Кук
Сер Джозеф Кук (англ. Joseph Kook; 7 грудня 1860 — 30 липня 1947) — австралійський політичний діяч та шостий Прем'єр-міністр Австралії. Народився та працював на вугільних шахтах у Сілвердейлі, Стаффордшир, а пізніше емігрував до Нового Південного Уельсу.

## Молоді роки
Кук народився у Сілвердейлі, невеликому шахтарському містечку у Стаффордширі, Англія. Він не мав ніякої систематичної освіти та працював на вугільних шахтах з дев'яти років. У 1885 він одружився з Мері Тернер та невдовзі після цього емігрував до Нового Південного Уельсу.
Там він продовжував працювати на вугільних шахтах і у 1887 році став Генеральним секретарем Західної Асоціації Шахтарів. 1888 року Кук брав участь у демонстраціях проти китайської імміграції. Він також став членом-засновником Лейбористська партія Австралії у 1891.

## Політична кар'єра
Кука було обрано до Законодавчих зборів Нового Південного Уельсу від виборчого округу Хартлі у 1891. Це було вперше, коли лейбористів було обрано до будь-якого з парламентів Австралії.

### У федеральному парламенті
Кук потрапив до федерального парламенту за результатами федеральних виборів 1901 року. Він став представником Джорджа Ріда, але не мав портфелю його Кабінету. Коли Рід залишив партійне керівництво 1908 року, Кук погодився на злиття партії «Вільна торгівля» з прихильниками протекціонізму на чолі з Альфредом Дікіном і став заступником лідера нової Ліберальної партії.
Кук служив на посаді Міністра оборони Австралії у 1909–1910 у кабінеті Дікіна, і у подальшому слідував за ним як за лідером партії.

### Прем'єр-міністр

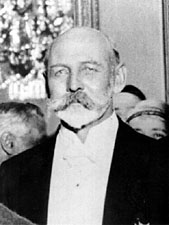

За результатами федеральних виборів 1913 партія Кука захопила одноосібне лідерство у нижній палаті парламенту, у той час, як Робоча Сила зберегла більшість у Сенаті. Таким чином Джозеф Кук став 6-им Прем'єр-міністром. Очевидно нездатний ефективно керувати країною без контролю над Сенатом, Кук вирішив здійснити подвійний розпуск парламенту відповідно до розділу 57 Конституції. Він навмисне вносив на розгляд законопроєкт, що скасовував пільгову зайнятість для членів профспілки у комунальному обслуговуванні, оскільки знав, що Сенат буде його неодноразово відхиляти. Тоді він домігся подвійного розпуску парламенту від чинного Генерал-губернатора.
На превеликий жаль для Джозефа, у самий розпал передвиборчої кампанії 1914 року спалахнула Перша світова війна. Цим «скористався» Ендрю Фішер, який нагадав виборцям, що саме Робоча сила схвалила незалежність збройних сил Австралії, яку не підтримали консерватори. Кука було переможено, і Фішер створив уряд.

### Націоналістична партія
1916 року уряд Робочої сили розколовся, коли наступник Фішера Біллі Г'юз спробував ввести загальний військовий обов'язок. Тоді Кук став представником Г'юза у новій Національній партії та Міністром оборони у його уряді. Націоналісти мали значну перевагу під час виборів 1917 і 1919 років. Кук був одним з делегатів до Паризької Мирної Конференції, де він захищав «Білу політику Австралії» і підтримував анексію німецької Нової Гвінеї. Також він займав пост міністра фінансів у 1920–1921 роках.

## Останні роки
Залишивши Парламент у 1921, він був призначений на пост Верховного комісара Австралії у Лондоні, на якому він прослужив до 1927. Протягом 1928 і 1929 він неодноразово направлявся Королівською комісією до Південної Австралії.
Джозеф Кук помер у Сіднеї 1947 року у віці 86 років.

## Почесті
16 липня 1914 Джозефа було призначено до Таємної ради Великої Британії. Його було посвячено у лицарі 1918 року як лицаря Ордену св. Михайла та св. Георгія (GCMG).
1972 року його було зображено на поштовій марці, випущеній Поштою Австралії.
1. ↑  Pas L. v. Genealogics — 2003.